# Jean-Baptiste Clauzel
Pour les articles homonymes, voir Clauzel.
Jean-Baptiste Clauzel, né le 21 septembre 1746 à Lavelanet (ancienne province du Languedoc, actuel département de l'Ariège), mort le 25 messidor an IX (14 juillet 1803) dans l'ancien 2e arrondissement de Paris, est un homme politique de la Révolution française et du Consulat. 

## Sous l'Ancien Régime
Son père exerçait la profession de chaudronnier, marchand mercier à Lavelanet. Sous l'Ancien Régime, Jean-Baptiste Clauzel est lui-même commerçant dans sa région natale notamment dans les domaines du textile et des peignes en corne.

## Sous la Révolution
La France devient une monarchie constitutionnelle en application de la constitution du 3 septembre 1791. Le même mois, Jean-Baptiste Clauzel, alors maire de Lavelanet, est élu député du département de l'Ariège, le quatrième sur six, à l'Assemblée nationale législative.   
Il siège sur les bancs de la gauche de l'Assemblée. En février 1792, il vote en faveur de la misse en accusation de Bertrand de Molleville, le ministre de la Marine. En août, il vote en faveur de la mise en accusation du marquis de La Fayette.    
La monarchie prend fin à l'issue de la journée du 10 août 1792 : les bataillons de fédérés bretons et marseillais et les insurgés des faubourgs de Paris prennent le palais des Tuileries. Louis XVI est suspendu et incarcéré, avec sa famille, à la tour du Temple.    

### Mandat à la Convention
En septembre 1792, Jean-Baptiste Clauzel est réélu député du département de l'Ariège, le deuxième sur neuf, à la Convention nationale. Dès le mois d'octobre, il est élu membre du Comité des finances et du Comité de commerce.
Il siège sur les bancs de la Montagne. Lors du procès de Louis XVI, il vote la mort, et rejette l'appel au peuple et le sursis à l'exécution de la peine. En avril, il vote contre la mise en accusation de Jean-Paul Marat : « Je déclare que, quant à présent, ma conscience n'est pas suffisamment éclairée pour prononcer le décret d'accusation contre Marat. Je dis non ; quoique je sois très éloigné d'adopter tous les principes de ce fanatique ami de la Révolution ». En mai, il vote contre le rétablissement de la Commission des Douze. 
Après la chute de Robespierre, Clauzel adhère à la réaction thermidorienne. En fructidor an II (septembre 1794), il est élu membre du Comité de sûreté générale. En frimaire an III (décembre 1794), il est élu président de la Convention nationale et ses secrétaires sont Jacques-Antoine Boudin (député de l'Indre), Gilles Porcher (député de l'Indre) et Stanislas Rovère (député des Bouches-du-Rhône). 
En prairial (mai), Clauzel est envoyé en mission, en remplacement de Joseph-Étienne Projean (député de la Haute-Garonne), auprès de l'armée des Pyrénées Orientales, puis du département de l'Aude. 
Sous le Directoire, il est élu au Conseil des Anciens, il s'y montre hostile à l'égard des prêtres et des émigrés.

## Sous le Consulat
Il se rallia à Napoléon Bonaparte lors du coup d'État du 18 brumaire an VIII (9 novembre 1799), il finit sa carrière politique au corps législatif.